# Hervormde Kerk (Radevormwald)
De Hervormde Kerk (Duits: Reformierte Kirche, ook: Reformierte Kirche am Markt) is een hervormd kerkgebouw in Radevormwald (Oberbergischer Kreis) in Noordrijn-Westfalen.

## Geschiedenis
In 1050 werd Radevormwald voor het eerst als bezit van de abdij van Werden beschreven. De parochiekerk werd in 1310 voor het eerst als een aan heilige Gangolf gewijd godshuis vermeld.
In 1540 deed de reformatie haar intrede in de streek. In de daarop volgende jaren wist in Radevormwald de gereformeerde leer het pleit ten opzichte van de lutherse leer te winnen. Na de uiteindelijke stichting van een calvinistische gemeente in 1591 moesten de lutheranen voortaan de erediensten in het enkele kilometers noordelijker gelegen Remlingrade bezoeken, totdat in 1707 ook zij een eigen kerk in Radevormwald konden bouwen.
De huidige hervormde kerk verving de middeleeuwse voorganger en werd in 1804 als barokke zaalkerk met tongewelf gebouwd.